# Democen
Democen – układ ekologiczny składający się z populacji i jej środowiska (demotopu). W obrębie democenu realizuje się pierwotny i wtórny cykl zależności ekologicznych. Democen jest obiektem badań synekologii. Democen jest jednostką organizacji przyrody na poziomie ponadosobniczym. Zjawiska zachodzące w obrębie democenu wiążą się z 1. zapewnieniem przetrwania populacji w czasie, 2. zdobyciem przewagi nad konkurentem, 3. opanowaniem sił zewnętrznych i wewnętrznych, które grożą populacji zniszczeniem.